# Piazza del Duomo (Trente)
Pour les articles homonymes, voir Piazza del Duomo.
La Piazza Duomo ou Piazza del Duomo est la place principale de la ville de Trente, en Italie.

## Description

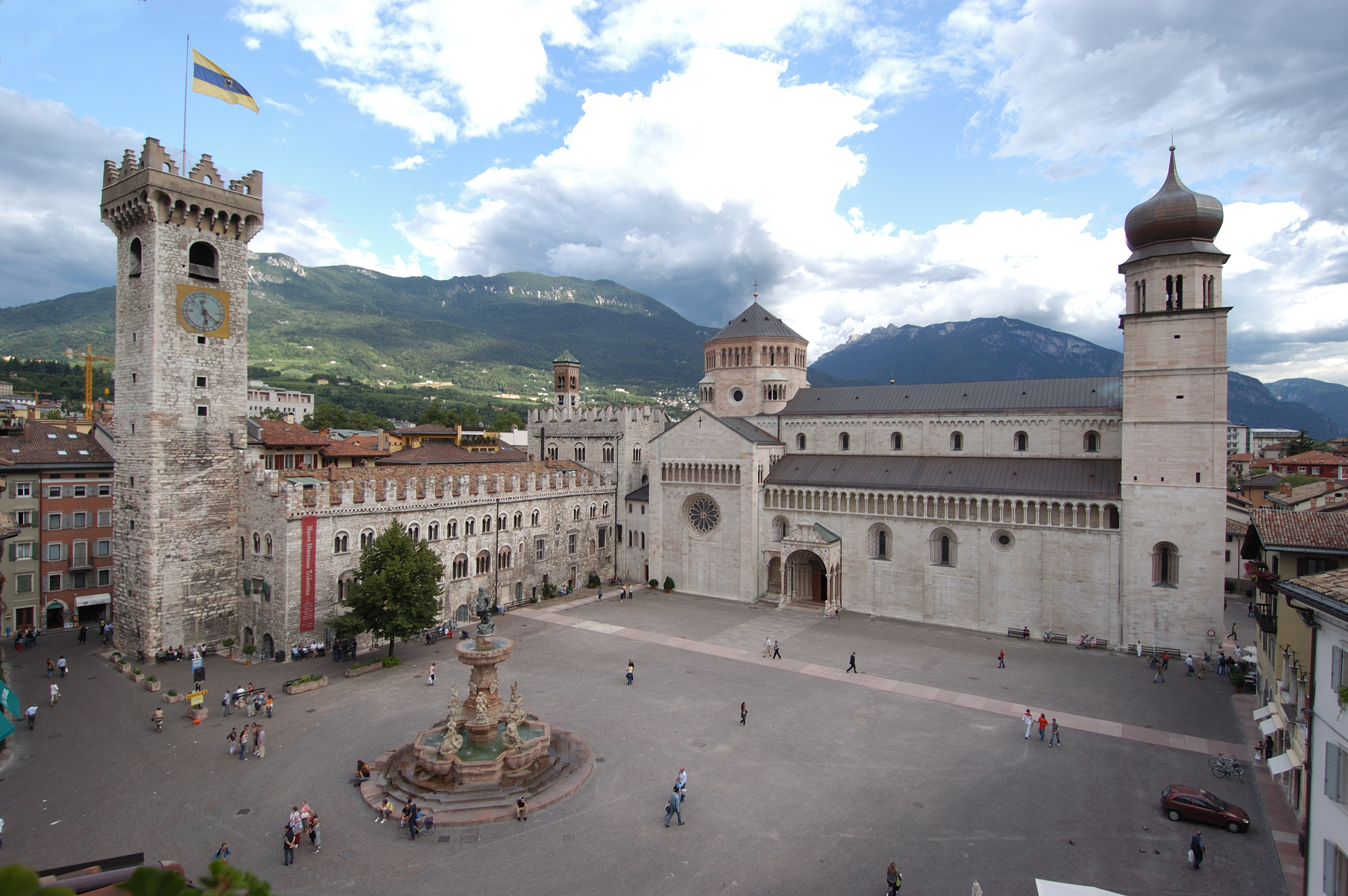
Vue d'en haut : en évidence la cathédrale, le Palazzo Pretorio avec la tour civique et la fontaine de Neptune

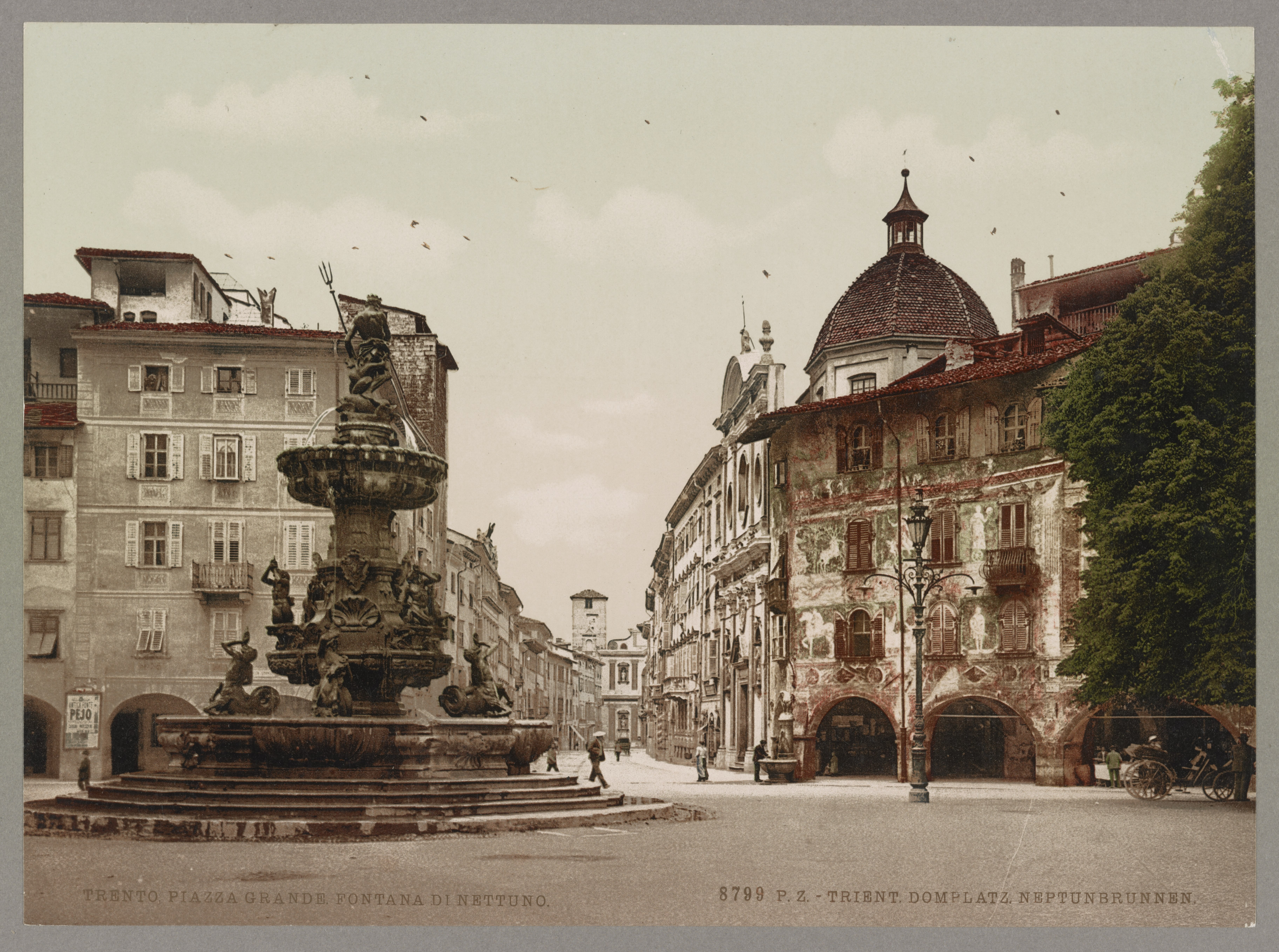
Carte postale ancienne de Trente avec la fontaine de Neptune au premier plan et, derrière, le côté nord, avec la maison Cazuffi et l'entrée de via Belenzani, avec le dôme de l'église Annunziata

La place a une forme grossièrement quadrangulaire ; le monument le plus important est la cathédrale de San Vigilio, la cathédrale de la ville de Trente, dont le côté gauche constitue son bord sud. Le côté oriental est formé par le Palazzo Pretorio (siège du musée diocésain tridentin), qui forme l'angle avec la cathédrale, et sa tour civique,. Sur les deux autres côtés de la place, il y a quelques maisons, dont certaines sont remarquables : à l'ouest, la maison Balduini et la maison Gerloni (maison natale de Cesare Battisti) ; au nord, caractérisé par une séquence d'arcades des XIVe et XVIe siècles, la maison Cazuffi et la maison Rella, deux des exemples les plus importants de maisons décorées de fresques à Trente,,.
Outre les bâtiments, deux fontaines ornent la place : la fontaine de Neptune du XVIIIe siècle, qui domine le centre élevé sur un escalier, et la fontaine de l'Aquila, moins voyante, reposant sur le portique de la maison Cazuffi ,. Il y a aussi un arbre singulier, un tilleul, situé à la base de la tour civique.
La place est pavée de cubes de porphyre de couleur assez uniforme, posés en 1955 et disposés en arcs contrastés.

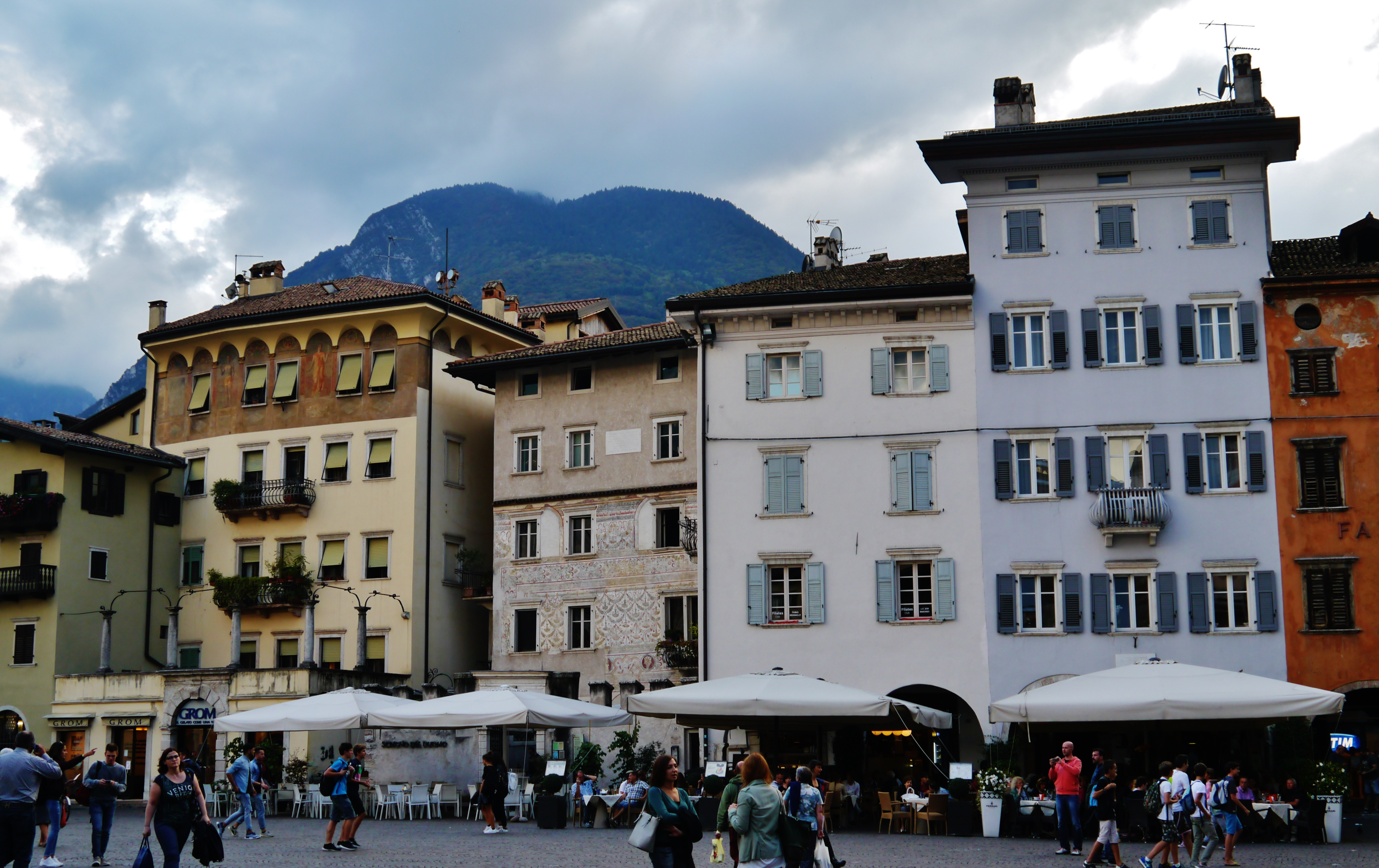
Le côté ouest de la place : on voit la maison Balduini, principalement décorée de fresques ; à droite la maison Gerloni est partiellement visible

La place s'est développée à l'époque médiévale à partir du bâtiment de la cathédrale ; puisque cela a été construit à l'extérieur des murs de la ville romaine de Tridentum, la place est située hors du centre historique. Dans le passé, elle a eu plusieurs autres noms : piazza Grande, piazza Comune, piazza Italiana, piazza Vittorio Emanuele III et piazza Cesare Battisti (ce dernier nom étant maintenant tiré d'une autre place de Trente).
Jusqu'aux années soixante-dix au moins, le passage régulier de véhicules à double sens était autorisé sur la place, ainsi que le stationnement ; le quartier a ensuite été partiellement piétonnier (les bus et autres moyens de services y passent encore, ainsi que les riverains).
Le tilleul sous la Tour Civique, le seul arbre de la place, a une histoire particulière ; selon ce qui est transmis, un premier arbre a été planté au début du XIXe siècle sous le gouvernement napoléonien du Trentin, inspiré par l'arbre de la liberté. À un moment donné, il a été abattu, plantant à sa place un deuxième tilleul né du premier, et l'opération a été répétée en 1982, de sorte que le tilleul actuel est le « petit-fils » de l'original. L'arbre assumait un rôle particulier dans la société de Trente : puisqu'il offrait une protection contre le soleil et les intempéries, les sans-abri se rassemblaient sous son feuillage, à tel point que l'expression populaire « andar sotto al tiglio » (aller sous le tilleul)  est née pour indiquer qui, pour une raison ou une autre, a été expulsé de la maison. Ces personnes étant généralement perçues comme une main-d'œuvre bon marché, l'arbre est ainsi devenu une référence pour les demandeurs d'emploi.